# 731-й истребительный авиационный полк ПВО
731-й истребительный авиационный полк ПВО (731-й иап ПВО) — воинская часть Военно-воздушных сил (ВВС) Вооружённых Сил РККА, принимавшая участие в боевых действиях Великой Отечественной войны.

## Наименования полка
За весь период своего существования полк несколько раз менял своё наименование:
- 731-й истребительный авиационный полк ПВО
- 39-й гвардейский истребительный авиационный полк ПВО
- Полевая почта 53848

## Создание полка
731-й истребительный авиационный полк ПВО сформирован в период с 16 сентября 1941 года по 25 ноября 1941 года при 27-м запасном авиаполку Архангельского военного округа в г. Кадников Вологодской области на основе одной эскадрильи 29-го иап (11 лётчиков с боевым опытом, 10 лётчиков выпускники ВАШП) на американских истребителях «Томагаук» Curtiss P 40 Warhawk/Tomahawk.

## Переименование полка
731-й истребительный авиационный полк ПВО 31 марта 1943 года за образцовое выполнение боевых задач и проявленные при этом мужество и героизм на основании Приказа НКО СССР переименован в 39-й гвардейский истребительный авиационный полк ПВО.

## В действующей армии
В составе действующей армии:
- с 1 декабря 1941 года по 31 марта 1943 года.

## Командиры полка
- гвардии майор Лешко Дмитрий Константинович (погиб)[3], 18.11.1941 — 31.03.1943

| Curtiss P-40 Киттихаук | Самолёт P-39 Аэрокобра | Самолёт P-39 Аэрокобра |

## В составе соединений и объединений
| Период        | Фронт (округ)               | Район                                           | Корпус ПВО (Дивизия ПВО)                      | примечание                        |
| ------------- | --------------------------- | ----------------------------------------------- | --------------------------------------------- | --------------------------------- |
| 16.09.1941 г. | Архангельский военный округ | ВВС округа                                      | 27-й запасной истребительный авиационный полк | «Киттихаук»                       |
| 01.12.1941 г. | ПВО страны                  |                                                 | 148-я истребительная авиационная дивизия ПВО  | «Киттихаук»                       |
| 29.12.1941 г. | Архангельский военный округ | Череповецко-Вологодский дивизионный район ПВО   | 148-я истребительная авиационная дивизия ПВО  | «Киттихаук»                       |
| 10.06.1942 г. | Московский военный округ    | Рыбинско-Ярославский дивизионный район ПВО      | 147-я истребительная авиационная дивизия ПВО  | «Киттихаук»                       |
| 28.08.1942 г. | Юго-Восточный фронт         | Сталинградский корпусной район ПВО              | 102-я истребительная авиационная дивизия ПВО  | «Киттихаук»                       |
| 01.11.1942 г. | Московский военный округ    |                                                 |                                               | доукомплектование, аэродром Химки |
| 22.11.1942 г. | Московский военный округ    | Рыбинско-Ярославский дивизионный район ПВО      | 147-я истребительная авиационная дивизия ПВО  | «Аэрокобра», «Киттихаук»          |
| 20.03.1943 г. | Воронежский фронт           | Воронежско-Борисоглебский дивизионный район ПВО | 101-я истребительная авиационная дивизия ПВО  | «Аэрокобра», «Киттихаук»          |
| 31.03.1943 г. | Воронежский фронт           | Воронежско-Борисоглебский дивизионный район ПВО | 101-я истребительная авиационная дивизия ПВО  | переименован в гвардейский        |

## Первая известная воздушная победа полка
Первая известная воздушная победа полка в Отечественной войне одержана 19 апреля 1942 года: командир полка капитан Лешко Д. К. в воздушном бою в районе н. п. Брейтово сбил немецкий бомбардировщик Ju-88.

## Участие в операциях и битвах
- Противовоздушная оборона Архангельского военного округа
- Противовоздушная оборона Московского военного округа
- Сталинградская битва — с 28 августа 1942 года по 11 ноября 1942 года
- ПВО Воронежа
- ПВО Воронежского фронта

## Отличившиеся воины дивизии
- Морозов Николай Николаевич, старший лейтенант, командир эскадрильи 731-го истребительного авиационного полка 148-й истребительной авиационной дивизии Вологодско-Череповецкого дивизионного района ПВО 4 марта 1942 года удостоен звания Герой Советского Союза. Золотая Звезда № 669.

## Статистика боевых действий
Всего за годы Великой Отечественной войны полком:
| Выполнено боевых вылетов | Проведено воздушных боёв | Сбито самолётов в воздухе |
| ------------------------ | ------------------------ | ------------------------- |
| 3643                     | 126                      | 96                        |

Свои потери:
| Потеряно самолётов, всего | Погибло лётчиков всего |
| ------------------------- | ---------------------- |
| 31                        | 16                     |

## Самолёты на вооружении
| Период      | Самолёты       |
| ----------- | -------------- |
| 1942 — 1944 | P-40 Kittyhawk |
| 1943 — 1946 | P-39 Airacobra |